# Мьер (Тамаулипас)
Мьер (исп. Mier) — город в Мексике, штат Тамаулипас, административный центр одноимённого муниципалитета. Численность населения, по данным переписи 2010 года, составила 4762 человека.

## Общие сведения
Название Mier дано в честь политического и религиозного деятеля — Сервандо Тереса де Мьера.
Мьер был основан 6 марта 1753 года на реке Эль-Алома.

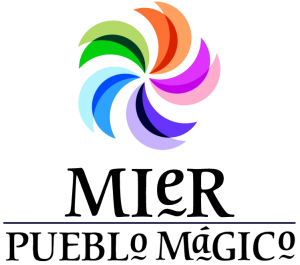
Магический городок Мьер

В 2007 году Мьер получил статус «магического городка»(es). В ноябре 2010 года множество жителей покидают город в связи с обострившейся нарковойной.